# La ferocia
La ferocia è il quarto romanzo di Nicola Lagioia. Edito da Einaudi nel 2014, ha ricevuto sia il premio Strega che il premio Mondello nel 2015.

## Trama
Clara Salvemini è la figlia di un noto costruttore. Una notte la donna cammina al centro di una strada statale e viene investita da un TIR guidato da Orazio Basile. L'uomo finisce in ospedale e gli viene amputata una gamba, mentre il corpo della donna viene ritrovato ai piedi di un autosilo. La versione ufficiale è che si è suicidata. Il padre di Clara, Vittorio, convince Orazio a non far parola di quanto è accaduto, si occupa delle sue cure ospedaliere e gli regala un appartamento. Al funerale della donna sono presenti, oltre ai famigliari, anche delle importanti personalità di Bari, ognuno dei quali ha intessuto rapporti con la vittima. L'unico assente è il fratellastro Michele, che vive a Roma. Michele è il frutto di una relazione adulterina di Vittorio. Sua madre morì di parto e il bambino è stato allevato da Annamaria, la moglie di Vittorio, insieme agli altri figli Ruggero, Clara e Gioia. Sin da bambini Clara e Michele instaurano un legame molto forte, molto intimo. Clara non perdona ai genitori il fatto che Michele non venga trattato alla stregua degli altri figli: non riceve regali costosi, non veste abiti firmati, non va in scuole private, non fa sport. Il ragazzo sin da piccolo manifesta dei problemi psicologici che toccano il culmine una notte in cui appicca il fuoco alla casa. Clara crescendo comincia a frequentare molti uomini, ad avere molte relazioni, a far uso di droghe e la sua vita non cambia neanche dopo il matrimonio con Alberto. L'uomo accetta i costanti tradimenti della moglie. Ma poi qualcosa cambia nella vita di Clara, comincia a tornare a casa piena di lividi e di graffi. Quando Michele torna a Bari, comincia a indagare sulla vita della sorella, sulle persone che frequentava ed anche sulla sua famiglia e sugli affari del padre Vittorio. Riesce a rintracciare Orazio e a capire quindi che la donna non si è gettata dall'autosilo e che Vittorio era al corrente dei fatti.

## Edizioni
- Nicola Lagioia, La ferocia, Torino, Einaudi, 2014, ISBN 9788858415726.